# Robert Zarader
Pour les articles homonymes, voir Zarader.
Robert Zarader (né le 18 janvier 1955 à Alger) est un conseiller en communication et économiste français.

## Biographie
Né le 18 janvier 1955 à Alger, Robert Zarader fait ses débuts en politique comme militant anarchiste. Docteur ès sciences économiques (1982), il devient directeur du Centre de recherche en économie industrielle, puis chargé du développement et de la diversification à la SARI. Créateur en 1992 de l'agence Edra, trésorier, puis secrétaire général du Cercle des économistes, il fonde Equancy&Co en 2008.
En 1988, il rencontre François Hollande par l'entremise de Julien Dray,. Il est son proche conseiller durant sa campagne présidentielle de 2012 : il invente la formule du « président normal ». Il continue à l'assister durant son quinquennat (2012-2017), et le pousse en 2014 à nommer Gaspard Gantzer dans son cabinet, en remplacement d'Aquilino Morelle.
Après sa renonciation à se représenter lors de l'élection présidentielle de 2017, il apporte son soutien à Emmanuel Macron. Il serait à l'origine de son slogan « la France en marche ». Dans le même temps, il lance le cercle de réflexion Valeur(s) Culture.
Il prend publiquement ses distances avec Emmanuel Macron dans une tribune au Monde en 2024 qu'il co-signe avec le consultant Noé Girardot-Champsaur. Ils y qualifient Emmanuel Macron de "spectateur du sablier" et étrillent sa stratégie de communication qui « transforme le coup d’éclat permanent en bruit médiatique épuisant » et « ne provoque plus qu’un sentiment de mépris et de déconnexion »,
Robert Zarader est le président de l'agence de communication Bona Fidé.

## Décoration
Il est fait chevalier de la Légion d'honneur en 2014.

## Ouvrages
- Éd. de Développement de la robotique et politique sociale en Suède, Paris, ministère des Relations extérieures, 1982, 59 p. (BNF 34787190).
- Avec Catherine Malaval, La Bêtise économique, Paris, Perrin, coll. « Économiques », 2008, 206 p. (ISBN 978-2-262-02788-9, BNF 41260275).
- Dir. d'Abécédaire de la réconciliation, Lormont, Le Bord de l'eau, coll. « Documents », 2012, 141 p. (ISBN 978-2-35687-184-8, BNF 42733929).